# Tsegön Gyal
Tsegön Gyal (tibétain : ཚེ་མགོན་རྒྱལ, Wylie : tshe mgon  rgyal),  aussi appelé Gangshon Atse, (né le 12 août 1963, de la région de Kangtsa dans la province tibétaine de l'Amdo) est un blogueur et journaliste, ancien prisonnier politique tibétain.

## Biographie
Tsegön Gyal est né dans une famille nomade en Amdo. 
D'abord enseignant, Tsegon Gyal a rejoint la police du comté en tant qu'enquêteur. Il a également poursuivi une carrière dans le journalisme et a travaillé pour Qinghai Tibetan News et Qinghai Legal Daily.
Avec Lukar Jam et Namlo Yak Dhungser, il a été arrêté en mai 1993 pour avoir mis en place une association « en collusion avec des étrangers pour organiser des activités d'indépendance tibétaine au Tibet ».
Le tribunal populaire intermédiaire de la préfecture autonome tibétaine de Tsonub a condamné à 16 ans le 28 juillet 1994. La Chine cependant a cédé aux appels d'associations de défense des droits de l'homme et a libéré Gyal le 8 mai 1999, pour améliorer son image internationale et faciliter la rétrocession de Hong Kong du Royaume Uni à la Chine.
Cependant, Tsegön Gyal et Namlo Yak furent réincarcérés deux mois plus tard. Namloyak et Tsegon Gyal furent torturés de façon inhumaine pendant leur détention. 
Il a ensuite été détenu au secret le 9 décembre 2016, et inculpé du crime d'« incitation à diviser le pays » et condamné à trois ans de prison le 10 janvier 2018.
Gyal a probablement été condamné pour son article de blog critique sur l'application de micro-messagerie WeChat sur l'échec du gouvernement chinois à promouvoir sa politique d '« unité ethnique ». Il a été détenu à la prison de Dongchuan à Xining.
Au terme de son emprisonnement, il est libéré le 6 décembre 2019, mais est admis à l'hôpital où il subit une chirurgie de la vésicule biliaire. En octobre 2020, il se trouve dans un état critique.